# Niemeyera multipetala
Niemeyera multipetala là một loài thực vật có hoa trong họ Hồng xiêm. Loài này được (Vink) ined. mô tả khoa học đầu tiên.